# Morruzze
Morruzze è una frazione del comune di Baschi (TR).
Il paese si trova a 560 m s.l.m. ed è popolato da 49 morruzzesi (dati Istat, 2001). Dalla piazza del paese si gode di un panorama che arriva fino a Todi.

## Storia
Si tratta di una villa fortificata (villa Morrutiarum) costruita tra il 1147 ed il 1149, inizialmente più popolata (75 abitanti nel 1290) della vicina Morre. Essi sfruttavano i vicini boschi per la sopravvivenza ed il commercio di legna; dipendevano da Todi e parteciparono così alla ricostruzione del castello di Montemarte.
Nel 1348 parecchie famiglie subirono lutti a causa dell'epidemia di peste; in seguito, le truppe di Carlo VIII taglieggiarono gli abitanti. Anche il condottiero ghibellino Altobello Chiaravalle depredò il borgo. I possidenti locali venivano scelti per rappresentare Morruzze a Todi (erano i sergenti): alla fine del mandato essi entravano in pianta stabile entro la nobiltà.
Col passare dei secoli il paese si spopolò, tanto che la parrocchia venne unita a quella di Morre nel 1571.
Il palazzo di Morruzze venne acquistato nel XVII secolo dai Paparini, che lo ampliarono e vi crearono l'oratorio di S. Ambrogio.
Durante l'occupazione napoleonica faceva parte della Comune di Civitella e del Cantone di Baschi.

## Economia e manifestazioni
Il taglio del bosco ceduo ha costituito e tuttora costituisce una parte importante del reddito: le essenze boscose che abbondano sono cerro, carpino orientale, carpino nero e roverella.
Il 29 agosto vi si celebra la festa di San Giovanni.

## Monumenti e luoghi d'interesse
- Chiesa di San Giovanni
- Chiesa di Sant'Ambrogio
- Castello delle Morruzze, con una bella torre merlata quadrangolare, circondato da un vasto parco di piante secolari
- Buche del vento, gallerie scavate nella roccia durante le ere geologiche e oggetto di esplorazioni speleologiche
- Resti del monastero benedettino di San Bartolomeo (1275), ormai in stato di abbandono.

## Galleria d'immagini

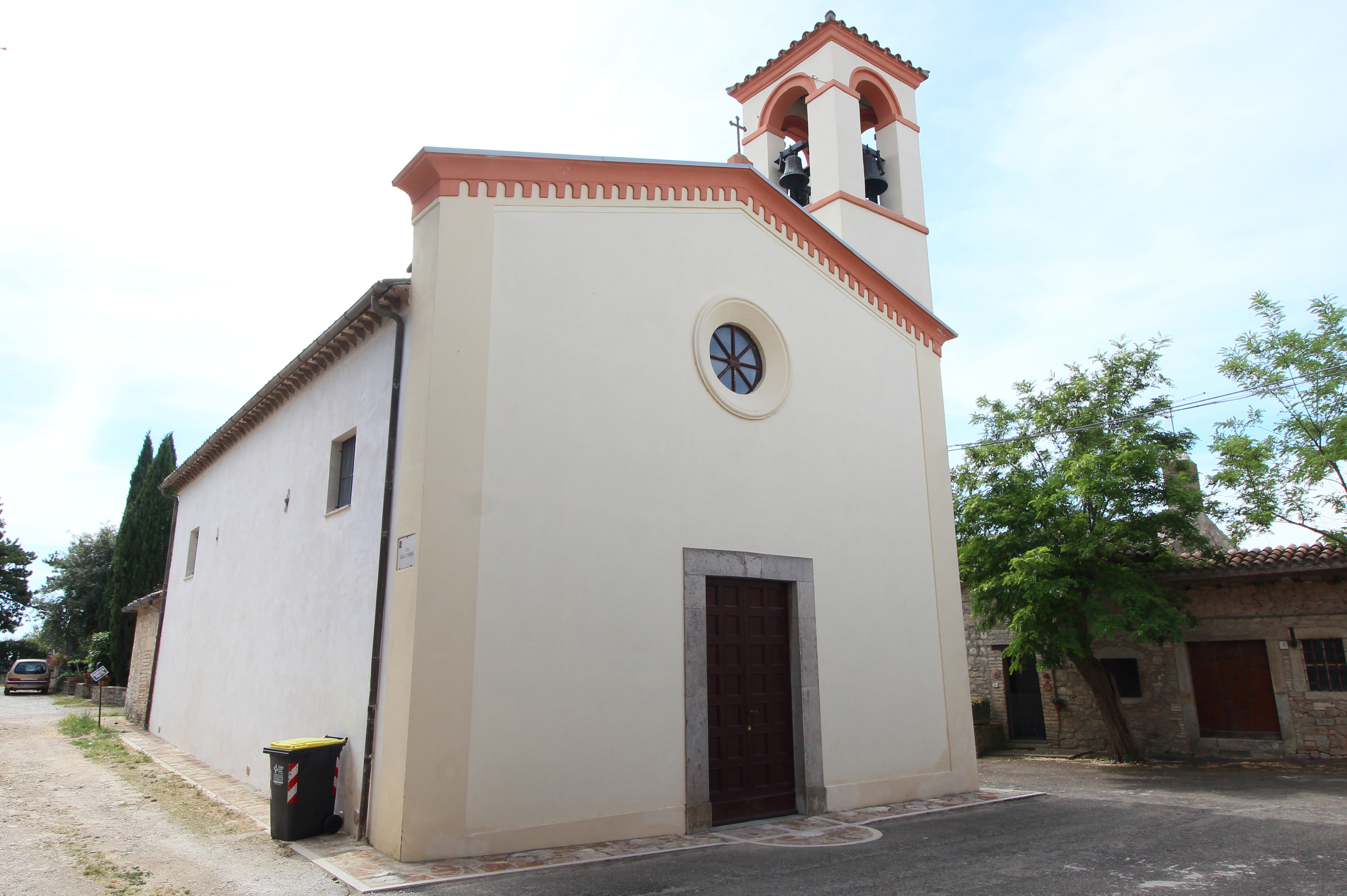
San Giovanni Battista
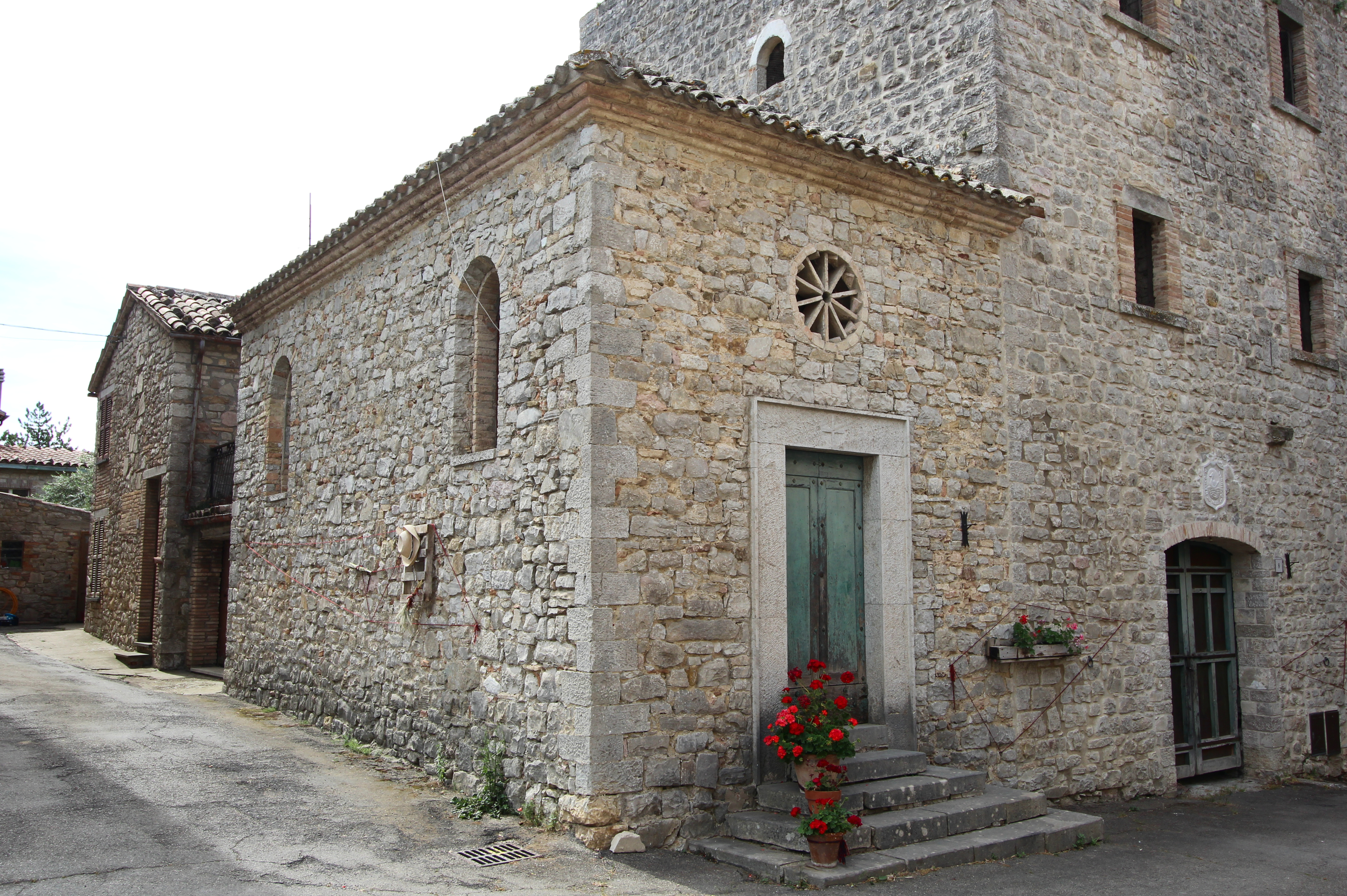
Sant'Ambrogio